# 伦敦周围各郡

1889年的伦敦周围各郡：
1. 白金汉郡
2. 赫特福德郡
3. 埃塞克斯郡
4. 伯克郡
5. 米德尔塞克斯 （今大部分地區被併入大伦敦，其餘部分被併入舒梨及赫福郡）
6. 萨里郡
7. 肯特郡
8. 苏塞克斯郡
（黄色为伦敦郡）

伦敦周围各郡（直译：「家鄉郡」）指环绕于伦敦城区周边的地区，被認為是富裕人口居住的家園，是英国全国人口最稠密的地区之一，包括赫特福德郡和肯特郡等英格兰东南部地区，面积9,784平方英里，人口929万。大部分地区都在伦敦城的通勤范围内，与城市间的车程不到1小时，因而成为许多上班族的外部居住地。正因为如此，伦敦周围各郡的生活（消费）水平远高于英格兰的其他地区，失业率不到1%（平均水平3%）。

## 主要地区
- 赫特福德郡 （Hertfordshire）
- 肯特郡（Kent）
- 萨里郡（Surrey）
- 埃塞克斯郡（Essex）
- 伯克郡（Berkshire）
- 汉普郡（Hampshire）
- 萨塞克斯（Sussex）（分东部和西部）